# Le Journal de Vitré
Le Journal de Vitré (Hebdomadaire d'information du pays de Vitré - Porte de Bretagne) est un journal hebdomadaire local de la presse écrite bretonne, fondé en 1996 et diffusé dans le Pays de Vitré et les cantons de l'est de l'Ille-et-Vilaine. Il s'agit d'un journal du Groupe actu basé à Rennes et imprimé à Cavan.

## L'ancienJournal de Vitré
Un autre journal portant le même titre a existé au XIXe siècle, fondé en 1837 : cet hebdomadaire dirigé par des notables conservateurs n'était qu'une feuille d'annonces s'engageant peu politiquement, sauf lors des périodes électorales ; à partir de 1895, l'abbé Augustin Crublet, vicaire à Notre-Dame de Vitré, prêtre influencé par le Sillonisme, en prend le contrôle, avec le concours de l'abbé Trochu. Ils combattent en particulier le comte Le Gonidec de Traissan, député, châtelain paternaliste, royaliste et autoritaire et dénoncent la grande misère des ouvriers. Ils sont rapidement sanctionnés par le  cardinal Labouré qui mute l'abbé Trochu à Rennes et l'abbé Crublet à Dol, mais les deux prêtres continuent leur action, fondant d'autres hebdomadaires locaux, comme le Dôlois et, à Rennes, l' Écho du travail, rapidement renommé Écho de l'Ouest et précurseur du journal Ouest-Éclair, fondé en 1899, et dont les deux prêtres confient la direction à un jeune avocat brestois, Emmanuel Desgrées du Lou.
Le nom de ce journal fut aussi repris par un hebdomadaire qui a paru de 1937 à 1944.

## LeJournal de Vitréactuel
En 1996, Loïk de Guébriant fonde Le Journal hebdomadaire entre Seiche et Vilaine, devenu Journal de Vitré en 2005 puis racheté en 2007 par le groupe Publihebdos.
Le tirage du journal, après un très bon lancement sous la coupe de Jean-Michel Desaunai, rédacteur en chef, a connu une baisse entre 2000 et 2005. Depuis son rachat, le titre connaît une très forte évolution. Il a d'ailleurs obtenu l'Étoile OJD 2008 dans la catégorie Hebdomadaire régional (+19,8 %). L'année 2009 est sur la même veine alors même que de très nombreux titres sont en difficultés. 
| Tirage                                                           | 9618 | 8954 | 8598 | 7738 | 7676 | 9801 |
| Source : Association pour le Contrôle de la Diffusion des Médias |      |      |      |      |      |      |

En 2024, le tirage est d'environ 6000 exemplaires, en baisse par rapport à 2023 d'environ 3 %.